# Случај у трамвају (филм из 1958)
Случај у трамвају је југословенски ТВ филм из 1958. године. Режирао га је Јанез Шенк а сценарио је написао Миодраг Ђурђевић. Ова ТВ драма је у историји домаће телевизијске драматургије забележена као прва оригинална телевизијска драма припремљена у Београдском студију која је емитована уживо 2. септембра 1958. године.

## Улоге
| Глумац                    | Улога                     |
| ------------------------- | ------------------------- |
| Радомир Раша Плаовић      | Инжењер                   |
| Дара Милошевић            | Наталија, инжењерова жена |
| Милена Дапчевић           | Вера, ћерка               |
| Предраг Лаковић           | Човек из трамваја         |
| Царка Јовановић           | Служавка                  |
| Миодраг Лазаревић         |                           |
| Мирослав Дуда Радивојевић | Агент                     |
| Павле Вуисић              |                           |
| Миливоје Живановић        |                           |